# Luck (Wisconsin)
Luck és una població dels Estats Units a l'estat de Wisconsin. Segons el cens del 2000 tenia 1.210 habitants.

## Demografia
Segons el cens del 2000, Luck tenia 1.210 habitants, 500 habitatges, i 308 famílies. La densitat de població era de 252,5 habitants per km².
Dels 500 habitatges en un 30% hi vivien nens de menys de 18 anys, en un 49,6% hi vivien parelles casades, en un 9,2% dones solteres, i en un 38,2% no eren unitats familiars. En el 32,2% dels habitatges hi vivien persones soles el 17% de les quals corresponia a persones de 65 anys o més que vivien soles. El nombre mitjà de persones vivint en cada habitatge era de 2,27 i el nombre mitjà de persones que vivien en cada família era de 2,87.
Per edats la població es repartia de la següent manera: un 24,3% tenia menys de 18 anys, un 6,9% entre 18 i 24, un 26,4% entre 25 i 44, un 17,8% de 45 a 60 i un 24,5% 65 anys o més.
L'edat mediana era de 40 anys. Per cada 100 dones de 18 o més anys hi havia 80,7 homes.
La renda mediana per habitatge era de 32.138 $ i la renda mediana per família de 40.000 $. Els homes tenien una renda mediana de 31.250 $ mentre que les dones 21.343 $. La renda per capita de la població era de 16.599 $. Aproximadament el 5,4% de les famílies i el 8,3% de la població estaven per davall del llindar de pobresa.

## Poblacions més properes
El següent diagrama mostra les poblacions més properes.